# (75) Eurídice
Eurydike (ew-rid'-i-kee) és l'asteroide núm. 75 de la sèrie. Fou descobert a Clinton el 22 de setembre del 1862 per en Christian Heinrich Friedrich Peters (1813-1890). Fou el segon dels seus nombrosos descobriments d'asteroides. És un asteroide del cinturó principal, del tipus M, amb una albedo relativament alt i probablement ric en níquel i ferro. S'anomena com l'Eurídice, la dona d'Orfeu, a la mitologia grega.